# Sœurs trinitaires de Valence
Les Sœurs trinitaires de Valence (en latin : Sororum Caritatis et Institutionis Christianae) forment une congrégation religieuse féminine enseignante et hospitalière de droit pontifical.

## Historique
En 1660, quatre jeunes femmes obtiennent de François Paul de Neufville de Villeroy, archevêque de Lyon, l'autorisation de vivre en communauté et d'ouvrir une école à Saint-Nizier-de-Fornas. En 1676, l'association adopte la règle des trinitaires déchaussés d'Espagne. En 1685, les sœurs acceptent d'aider les malades à l'Hôtel-Dieu de Valence et y établissent leur maison-mère. Dispersées pendant la Révolution, les religieuses se réorganisent et obtiennent la reconnaissance civile le 16 juillet 1810. La première succursale à l'étranger est ouverte en Algérie en 1840. L'institut est agrégé le 15 octobre 1847 à l'ordre des Trinitaires et approuvé le 25 septembre 1891 par Léon XIII.
Au début du XXe siècle, en raison des lois anti-congrégationnistes, les sœurs s'exilent en Angleterre, en Suisse, en Belgique et en Italie. Révisées après Vatican II, leurs constitutions sont approuvées par le Saint-Siège le 25 mars 1984.
De 1944 à 1986, elles tiennent seules la maison de Cerfroid, berceau de l’Ordre, où elles ouvrent une école ménagère. En 2020, le couvent de Cerfroid de Brumetz compte des religieuses et des religieux trinitaires ainsi que des laïcs associés et une ermite.

## Fusion
- 1852 : Sœurs Trinitaires de Lyon fondées le 15 janvier 1711 par Claude II de Saint-Georges (1634-1714), archevêque de Lyon, pour éduquer des jeunes filles pauvres ayant des « parents dépravées ». Après la révolution, la communauté commence à se réorganiser et les sœurs prennent l'habit religieux le 29 février 1816. Elle s'unissent aux sœurs trinitaires de Valence en 1852[3]. Un procès de béatification avait été ouvert pour Marie-Séraphia Hugon (1828-1900), supérieure de la congrégation[4]. Elles ne doivent pas être confondues avec les sœurs Trinitaires de Saint-Martin-en-Haut, également fondées dans l'archidiocèse de Lyon, et qui ont fusionné avec les sœurs de l'Enfant Jésus de Claveisolles pour donner les sœurs du monde rural[5].
- 1871 : Sœurs Trinitaires de Plancoët fondées en 1860.
- 1871 : Sœurs Trinitaires de Dinard fondées en 1865 pour l'éducation des filles pauvres.
- 1964 : Sœurs Trinitaires de Sainte-Marthe fondées en 1845 à Marseille par le père Henri Margalhan Ferrat (1799-1883)[6].
- 2019 : Sœurs de Notre-Dame du Très Saint Rosaire fondées le 8 décembre 1832 à Pont-de-Beauvoisin par Élisabeth Giraud pour l'enseignement des enfants et le soin des malades. Les premières constitutions sont rédigées par le Père Jean-François Cathiard, curé de Pont-de-Beauvoisin, et sont approuvées le 1er février 1844 par Philibert de Bruillard, évêque de Grenoble[7]. Les Chartreux financent la construction de la maison-mère et de la chapelle de la communauté, qui s'étend rapidement au Dauphiné et à la Savoie, ouvrant de nombreuses écoles. Après la promulgation des lois anticongrégationnistes en France, leurs écoles sont fermées et les sœurs se  tournent vers le soin aux malades à domicile. L'institut reçoit le décret de louange le 23 juin 1897[8]. Elles fusionnent avec les Trinitaires de Valence le 2 février 2019[9]. La fusion devient officielle le 21 août 2023[10].

## Activités et diffusion
Les sœurs œuvrent dans les écoles, orphelinats, cliniques, dispensaires et maisons de retraite.
Elles sont présentes en:
- Europe : Angleterre, Belgique, Espagne, France, Italie, Suisse.
- Amérique : Canada, Colombie, Pérou.
- Afrique : Cameroun, République du Congo, Gabon, Madagascar.
- Asie : Corée du Sud, Chine, Philippines, Vietnam.

La maison-mère est à Lyon. 
En 2017, la congrégation comptait 297 sœurs dans 51 maisons.